# Эшман-Дюмюр, Карл
Карл Эшман-Дюмюр (нем. Carl Eschmann-Dumur; 1835—1913) — швейцарский пианист и музыкальный педагог.
Происходил из разветвлённой семьи музыкантов: отец его Рудольф Эшман был капельмейстером в Веденсвиле, двоюродный брат и первый наставник Иоганн Карл Эшман принадлежал к окружению молодого Рихарда Вагнера.
Преподавал в Лозанне; среди его учеников, в частности, его внучатый племянник Рудольф Ганц, а также Огюст Лауфер и Казимир Майстер.
Наиболее известен как создатель «Справочника молодого пианиста» (фр. Guide du jeune pianiste. Classification méthodique et graduée d’oeuvres diverses pour piano), впервые изданного в Лозанне в 1884 г. и затем неоднократно переиздававшегося.